# Molthila Meemeak
Molthila Meemeak (Thai: มณฑิลา มีเมฆ; * 14. Oktober 1983, verheiratete Molthila Kitjanon) ist eine thailändische Badmintonspielerin. 

## Sportliche Karriere
National siegte Molthila Meemeak bei den thailändischen Meisterschaften 2003 und 2005 im Dameneinzel.
International machte sie erstmals auf sich aufmerksam, als sie bei der Welthochschulmeisterschaft 2004 Bronze im Dameneinzel hinter Cheng Shao-chieh aus Taiwan und Mannschaftskameradin Soratja Chansrisukot gewann. 2007 wurde sie ebenfalls Dritte im Einzel bei der Universiade. Mit dem Team gewann sie bei derselben Veranstaltung Gold. Im Achtelfinale war im Doppel Endstation bei den Südostasienspielen 2007, und bei der China Open Super Series 2007 schied sie in der ersten Runde aus.